# Justus Friedrich Wilhelm Zachariae
Justus Friedrich Wilhelm Zachariae, född den 1 maj 1726 i Frankenhausen, död den 30 januari 1777 i Braunschweig, var en tysk skald.
Zachariae studerade i Leipzig och Göttingen, blev 1748 lärare vid Collegium Carolinum i Braunschweig och 1761 professor i litteratur vid detta polytekniska läroverk samt befordrades 1775 till kanonikus vid Cyriakstiftet i Braunschweig. 
Zachariae följde först Gottscheds riktning, men drogs snart över till Leipzigförfattarna, som hade Bremer Beiträge till organ. Han gjorde sig ett namn genom åtskilliga komiska epopéer i Boileaus och Popes stil; likt den senare införde han i dem elementarandar och allegoriska väsen, men med mindre god verkan. 
Hans första och till ämnet bästa epopé, Der Renommist (1744; nytryck 1909; på alexandriner), skildrar åskådligt det dåtida studentlivet. I den förnäma världen utspelas Das Schnupftuch (1761; svenska översättning "Näsduken", 1773), så också Phaeton (1754), vilken liksom Murner in der Hölle (1757) är skriven på hexameter. 
Die Tageszeiten (4 sånger, 1755), en hexametrisk beskrivande dikt, författades efter mönstret av Thomsons "Årstider". Fabeln und Erzählungen in Burkhard Waldis Manier (1771) och ett par sagor (1772) närmar sig den folkliga framställningen. Hans översättning av Miltons "Det förlorade paradiset" har däremot av eftervärlden inte ansetts träffa rätta tonen. Zachariaes Poetische Schriften utgavs i 9 band 1763–1765 och i 2 band 1772 (ny upplaga 1840).